# Peter Rice (Bauingenieur)
Peter Rice (* 16. Januar 1935 in Dundalk, County Louth; † 25. Oktober 1992 in London) war ein irischer Bauingenieur.

## Leben

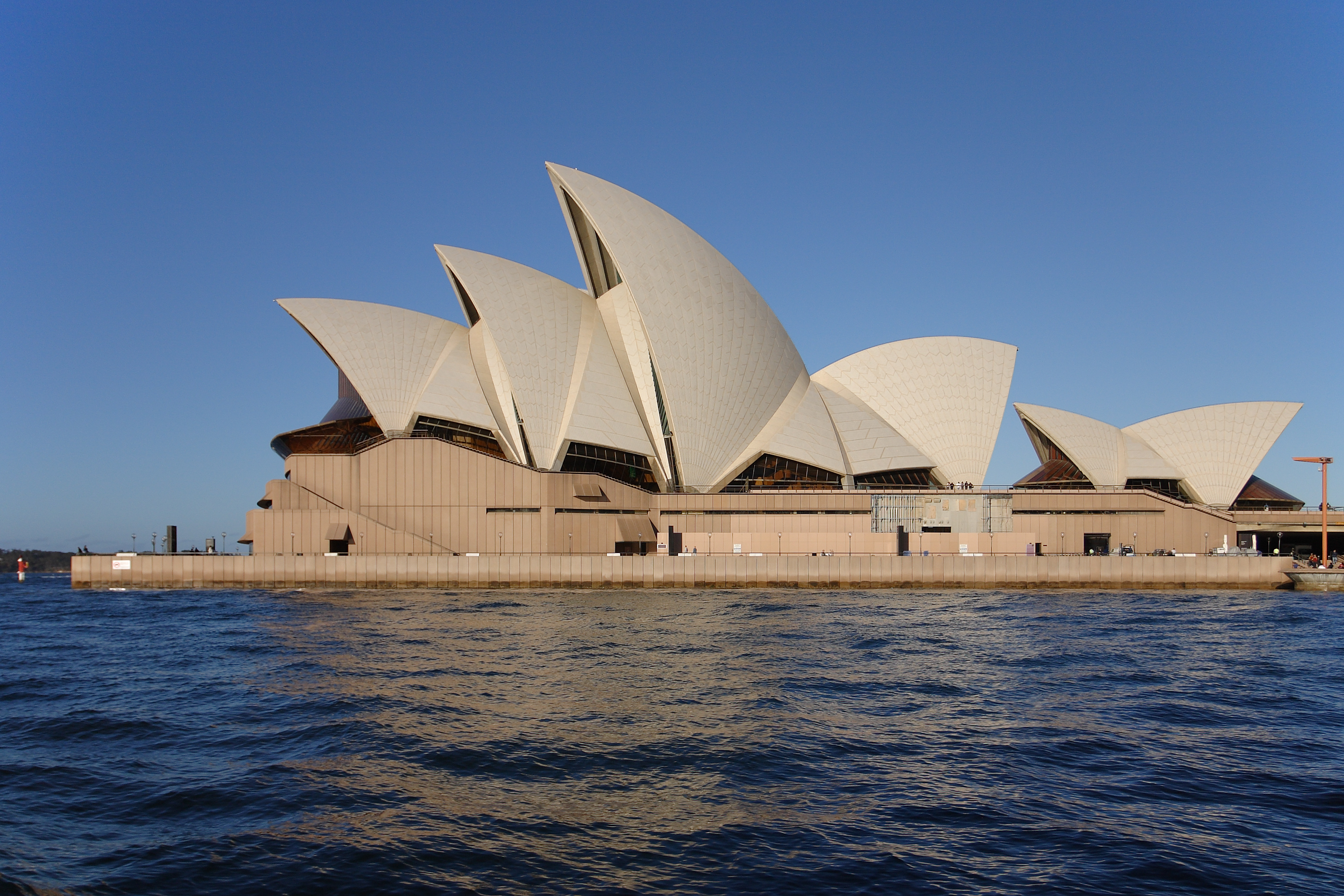
Opernhaus in Sydney

Rice studierte zunächst Flugzeugbau und dann Bauingenieurwesen. Ab 1956 war er bei Arup, absolvierte 1957 den Rest seines Bauingenieurstudiums am Imperial College London und war ab 1958 wieder bei Arup. Er arbeitete am Dach des Opernhauses in Sydney zunächst als Assistent von Ian MacKenzie und als dieser krank wurde in Eigenverantwortung. Unter anderem schrieb er das Computerprogramm für die Zusammensetzung der Dachsegmente. Insgesamt arbeitete er sieben Jahre an dem Projekt des Opernhauses. Anschließend war er für Arup anderthalb Jahre in New York. Ab 1971 war er am Projekt des Centre Pompidou beteiligt (Architekten Renzo Piano, Richard Rogers), unter Edmund Happold als leitendem Ingenieur bei Arup. 1977 gründete er seine eigene Firma RFR (mit dem Architekten Ian Ritchie), blieb aber weiter Partner bei Arup und war an dem Bauprojekt von Lloyd’s of London (Architekt Richard Rogers) beteiligt, das 1984 fertiggestellt wurde. 1977 gründete er mit Renzo Piano L'Atelier Piano & Rice.
Gleichzeitig arbeitete er viel in Paris, zum Beispiel die Glaswände der Cité des sciences et de l’industrie in La Villette, das zeltartige Dach im Grand Arche von La Défense und  1985 unter dem Architekten I. M. Pei an Glasfassaden und -dächer im Louvre (wie die Glaspyramide im Innenhof des Louvre). Weitere Projekte von ihm waren der Umbau von Lord’s Cricket Ground (Architekten: Patty und Michael Hopkins), das Opernhaus in Toronto (Architekt Moshe Safdie), die Westfassade der Kathedrale von Lille, der London Stansted Airport und der Kansai International Airport (Architekt Renzo Piano). 
Bei ihm wurde 1991 ein Hirntumor festgestellt, an dem er im darauffolgenden Jahr verstarb.
Er heiratete 1965 Sylvia Watson, mit der er einen Sohn und drei Töchter bekam.  
Als zweiter Ingenieur nach Ove Arup erhielt er 1992 die Goldmedaille für Architektur des Royal Institute of British Architects.

Centre Pompidou in Paris

### Bücher
- Peter Rice: An Engineer Imagines. Artemis, 1994, ISBN 3-7608-8408-3.
- Peter Rice: An Engineer Imagines. Ellipsis Press, 1998, ISBN 1-899858-11-3.
- Hugh Dutton, Peter Rice: Transparente Architektur, Glasfassaden mit Structural Glazing. Birkhäuser Verlag, 1995, ISBN 3-7643-5135-7.
- Hugh Dutton, Peter Rice: Structural Glass. Routledge, 2001.

### Zeitschriftenartikel
- J. Young, Peter Rice, J. Thornton: Design for better assembly. In: The Architects' Journal. 36/1984, S. 87–94.
- Peter Rice: Rogers revolution: Lloyd's remarkable new headquarters. In: Building Design. 1986 Nr. 807, S. 32–33.
- Peter Rice: Stratégie de l'araignée. In: L'architecture d'aujourd'hui. 1987, Nr. 252, S. 78–79.
- Peter Rice: Il punto di vista di Peter Rice | An engineer's view. In: L'Arca. 1987, Nr. 5, S. 70–75.
- Peter Rice: Menil Collection Museum roof: evolving the form. In: Arup journal. 2/1987, S. 2–5.
- Peter Rice: Building a show: The Bastille Dances. In: The Architects' Journal. 6/1989, S. 72–73.
- Peter Rice: Gleichgewicht und Spannung | Equilibre et tension. In: Archithese. 2/1990, S. 84–96.
- Günter Behnisch, C. Vasconi, O. Aicher, J. Nouvel, H. C. Schulitz, Peter Rice, R. Rogers, S. Polónyi, H. von Malotki: Konstruktive Intelligenz. In: arch+: Rhetorik des Machens. 1990, Nr. 102, S. 42–52.
- Peter Rice: Menil Collection museum roof: evolving the form. In: Offramp. 1991, Nr. 4, S. 117–119.
- Yutaka Saito, O. Murai, K. Nanba, M. Ueda, Peter Rice, T. Shinoda. In: Space design. 8/1992, Nr. 335, S. 5–188.
- Peter Rice: Unstable structures. In: Columbia documents of architecture and theory. 1992, S. 71–89.